# Ulica Jana Heweliusza w Gdańsku
Ulica Jana Heweliusza (niem. Baumgartsche Gasse) – ulica w Gdańsku na Starym Mieście. Obiekty przy niej mają charakter głównie handlowo-usługowy. Przy ulicy znajdują się dwa wieżowce, w tym jeden z najwyższych budynków w Gdańsku – Organika Trade.

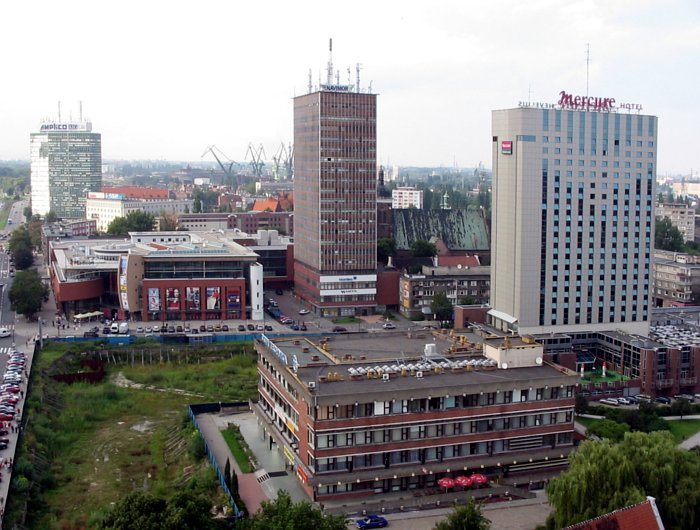
Obiekty przy ul. Heweliusza, od lewej: G. H. Madison, wieżowiec Organika Trade (w środku), wieżowiec Hotel Mercure-Hevelius

Ulica wzięła nazwę od gdańskiego astronoma Jana Heweliusza. Miał on swoją pracownię w tej części Gdańska.

## Historia
Prawdopodobnie osiedlili się w tym miejscu mieszkańcy zburzonego w 1455 Młodego Miasta.

### Obiekty
- Hotel Mercure-Hevelius
- Biurowiec Organika Trade
- Terminal miasto LOT